# 1392 Pierre
1392 Pierre è un asteroide della fascia principale del diametro medio di circa 26,44 km. Scoperto nel 1936, presenta un'orbita caratterizzata da un semiasse maggiore pari a 2,6071989 UA e da un'eccentricità di 0,2022692, inclinata di 12,26100° rispetto all'eclittica.
L'asteroide è stato dedicato dallo scopritore a un suo nipote.